# تشياكي موريتا
تشياكي موريتا (باليابانية: 森田樹優؛ بالكانا: もりた きゆ) هي مؤدية صوت يابانية، ولدت في 1 يوليو 1968 في هوكايدو في اليابان.

## وصلات خارجية
- تشياكي موريتا على موقع IMDb (الإنجليزية)
- تشياكي موريتا على موقع كينوبويسك (الروسية)
- تشياكي موريتا على موقع ANN person (الإنجليزية)